# 雲達臣·迪·保拉·沙賓奴
雲達臣·迪·保拉·沙賓奴（Wanderson de Paula Sabino，1977年6月22日—），出生于聖埃斯皮里圖州，巴西职业足球运动员，司職前鋒，自從在2009年效力紐迪高後一直處於自由身狀態。

## 生涯
2009年4月27日，他被紐迪高因表現不佳為由遭解約。

## 榮譽
- 荷蘭聯賽: 1999
- 荷蘭超級盃: 1999

## 個人榮譽
- 聖保羅州聯賽神射手: 2007

## 連結
- （葡萄牙文） CBF Profile[]
- （英文） Sambafoot Profile
- （英文） Guardian Stats Centre
- （葡萄牙文） zerozero.pt[永久]
- （葡萄牙文） globoesporte （页面存档备份，存于）
- （荷兰文） Dutch career stats - Voetbal International
-  K-League Player Record[永久]